# 柳树皮
柳樹皮顧名思義就是柳樹的樹皮。不論是古代中國還是西方國家，都有把柳樹皮入藥的記錄。柳樹皮含有天然的水楊苷，吸收後經酵素轉化成水楊酸，更是一種天然的止痛藥。在西方現代製藥技術未普及之前，「柳樹皮提取液」（Willow Bark Extract）就是當時唯一的止痛藥水。

## 外部連結
- 台北榮總臨床毒物科：毒藥物防治諮詢中心：毒資訊站期刊第十五期 紅花油？吃不得！